# قرار مجلس الأمن التابع للأمم المتحدة رقم 2000
قرار مجلس الأمن التابع للأمم المتحدة رقم 2000، المتخذ بالإجماع في 27 يوليو 2011، بعد التذكير بالقرارات السابقة بشأن الوضع في كوت ديفوار (ساحل العاج)، بما في ذلك القرارات 1933 (2010)، 1942 (2010)، 1951 (2010)، 1962 (2010) و1967 (2011) و1968 (2011) و1975 (2011) و1980 (2011) و1981 (2011) و1992 (2011) والقرار 1938 (2010) بشأن الحالة في ليبيريا، مدد المجلس ولاية عملية الأمم المتحدة في كوت ديفوار (UNOCI) حتى 31 يوليو 2012.
تم اتخاذ قرار تمديد ولاية عملية الأمم المتحدة في كوت ديفوار في ضوء الأزمة السياسية 2010-2011.

## القرار

### أعمال
بموجب الفصل السابع من ميثاق الأمم المتحدة، تم تمديد ولاية عملية الأمم المتحدة في كوت ديفوار – بحجمها الحالي البالغ 9792 جنديًا، و1350 ضابط شرطة وجمارك – حتى نهاية يوليو 2012، إلى جانب تفويض القوات الفرنسية الداعمة. تمت زيادة عدد أفراد الشرطة بمقدار 205 مستشارا. وذكر المجلس أن هذه التدابير ضرورية «لتحقيق الاستقرار في كوت ديفوار».
ثم تناول القرار ولاية عملية الأمم المتحدة في كوت ديفوار، والتي تضمنت إشارات إلى:
- حماية المدنيين
- معالجة التهديدات الأمنية والحدودية
- مراقبة حظر توريد الأسلحة إلى البلاد
- جمع الأسلحة
- المساعدة في برنامج نزع السلاح والتسريح وإعادة الإدماج
- إصلاح مؤسسات الأمن وسيادة القانون
- تعزيز حقوق الإنسان
- دعم المساعدة الإنسانية
- دعم الانتخابات
- بسط سلطة الدولة في جميع أنحاء البلاد
- تنفيذ عملية السلام
- حماية موظفي الأمم المتحدة

مُنحت عملية الأمم المتحدة في كوت ديفوار «جميع الوسائل اللازمة» للاضطلاع بولايتها.
ودعا الجزء المتبقي من القرار إلى مزيد من الإصلاح والتأكد من أن اعتقال الرئيس السابق لوران غباغبو وآخرين تماشيا مع القانون الدولي. وأخيراً، طُلب من الأمين العام بان كي مون تقديم تقارير عن الحالة في كوت ديفوار.

## روابط خارجية
- نص القرار في undocs.org